# (11621) Duccio
(11621) Duccio est un astéroïde de la ceinture principale.

## Description
(11621) Duccio est un astéroïde de la ceinture principale. Il fut découvert le 15 août 1996 à Montelupo par Maura Tombelli et Giuseppe Forti. Il présente une orbite caractérisée par un demi-grand axe de 3,20 UA, une excentricité de 0,12 et une inclinaison de 11,6° par rapport à l'écliptique.

## Compléments